# Nagroda Mistrza Eckharta
Nagroda Mistrza Eckharta (niem. Meister-Eckhart-Preis) – nagroda naukowa o wartości 50 000 € przyznawana zwykle co dwa lata przez niemiecką Identity Foundation (od 2007 r. wspólnie z Uniwersytetem w Kolonii).
Laureatami zostają myśliciele i intelektualiści, którzy mają w dorobku wysoko cenione prace związane z zagadnieniem tożsamości człowieka. Nagroda została nazwana na cześć Mistrza Eckharta (1260–1328), niemieckiego teologa, filozofa i mistyka.

## Laureaci
Laureaci:
- 2001: Richard Rorty
- 2003: Claude Lévi-Strauss
- 2005: Ernst Tugendhat
- 2007: Amartya Sen
- 2009: Amitai Etzioni
- 2012: Michel Serres
- 2014: Seyla Benhabib